# Декин, Андрей Матвеевич
Андрей Матвеевич Декин (1919—1970) — советский работник сельского хозяйства, Герой Социалистического Труда (1958).

## Биография
Родился 14 октября 1919 года в  с. Барановка Приграничного района Приморского края в многодетной семье крестьянина. Из 13 детей был восьмым ребёнком.
В 1933 году закончил 4 класса и пошёл в колхоз разнорабочим. В 1937 году окончил курсы трактористов и работал в совхозе № 249 Большереченского района того же края. С началом Великой Отечественной войны работал по «брони».
В 1943 году группа трактористов по комсомольской путевке прибыла в Сталинградскую область. Его направили в хутор Тормосин.
Трудовая деятельность началась в первом тракторном отряде колхоза им. Сталинградского тракторного завода. В 1944 году его перевели на должность участкового механика МТС. В 1945 году был назначен бригадиром тракторно-полеводческий бригады колхоза «СЗК», а затем бригадиром комплексной бригады № 1 колхоза им. Жданова.
В 1958 году его бригада получила наивысшую урожайность зерна по Нижнечирскому району —  с каждого из 1035 га по 26 центнеров озимой пшеницы. В среднем урожайность по бригаде составила 22,5 центнеров с гектара.
Был членом КПСС, делегатом XXII съезда КПСС, неоднократным участником ВДНХ.
Умер 23 января 1970 года, похоронен в хуторе Тормосин.

## Память
- В 2005 году в центре посёлка Чернышковский был торжественно открыт Мемориал Героев, где установлены памятные доски с портретами Героев Социалистического Труда, Героев Советского Союза и России. Среди них — А. М. Декин.[2]

## Награды
- Герой  Социалистического Труда.
- Награждён орденом Ленина.